# Мара Гри
Мара Гри (Мария Владимировна Якубович, также Гринберг, в первом браке — Клейн; 1894—1975) — певица и актриса.
С 20-х годов проживала за границей. Была замужем за предпринимателем, выходцем из Грозного — Леонардом Михайловичем Розенталем, крупным акционером Societe Generale de Films, владельцем кинозалов в Париже.
Является единственной актрисой в фильме Сергея Эйзенштейна «Сентиментальный романс».
Двоюродные братья — режиссёр и основатель Московского государственного еврейского театра на идише — Алексей Михайлович Грановский, французский режиссёр и киномонтажёр Леонид Михайлович Азарх и американский режиссёр и сценарист Борис Михайлович Ингстер (Boris Ingster, 1903—1978).

## Фильмография
- 1930 — Сентиментальный романс
- 1931 — ¡Que viva México! (Да здравствует Мексика!)

## Дискография
- Que Viva Mexico (1979)[2]